# Colină (compus)
Colina este un cation care poate forma diverse săruri (cu anionul notat cu X- în formula de structură din dreapta). Este un compus esențial pentru organismul uman și animal. Pentru menținerea sănătății, colina este introdusă în organism prin aport dietar, fie sub formă liberă sau sub formă de fosfatidilcolină (din lecitină). Organismele animale și umane sunt capabile să sintetizeze colina de novo, însă aceasta nu este suficientă la majoritatea speciilor. Nu este o vitamină, ci un nutrient cu metabolism similar unui aminoacid. Fosfpolipidele ce conțin colină sunt componente necesare ale membranei celulare, ale membranei organitelor celulare și ale lipoproteinelor cu densitate foarte joasă (VLDL). De asemenea, colina este necesară pentru sinteza acetilcolinei, neurotransmițătorul transmisiei colinergice și pentru sinteza S-adenozilmetioninei, un donor de grupă metil implicat inclusiv în sinteza homocisteinei.

## Proprietăți
Colina este un compus hidrosolubil datorită grupei amoniu cuaternar. Compusul este higroscopic și de aceea este de obicei întâlnit sub forma unei soluții vâscoase, incolore, cu miros de trimetilamină. Soluțiile apoase de colină sunt stabile, însă are loc descompunerea lentă la etilenglicol, polietilenglicol și trimetilamină.
Clorura de colină se poate obține în urma tratării trimetilaminei cu 2-cloroetanol:
{\displaystyle {\ce {N(CH3)3 + ClCH2CH2OH ->(CH3)3N+CH2CH2OH*Cl-}}}
2-cloroetanolul se poate obține la rândul său din oxid de etilenă. Au fost utilizate în trecut metode de producție din surse naturale, precum prin hidroliza lecitinei.

## Metabolism

### Biosinteză

Biosinteza colinei la plante

Principalele căi metabolice, de sinteză și de excreție ale colinei.

La plante, prima etapă a biosintezei de novo a colinei pornește cu decarboxilarea serinei la etanolamină, reacție catalizată de serin-decarboxilază. Sinteza colinei de la etanolamină poate avea loc în trei etape paralele ce presupun procese de N-metilare consecutive, catalizate de metil-transferaze, la nivelul grupei amino, fosfat, sau fosfatidil. Sursa de grupa metil este S-adenozilmetionina, iar S-adenozilhomocisteina este generată ca produs secundar al procesului biochimic.
La om și la majoritatea animalelor, sinteza de novo a colinei se face pe calea metabolică a fosfatidiletanolamin-N-metiltransferazei (PEMT), însă biosinteza nu este suficientă pentru a atinge necesarul de colină În calea PEMT hepatică, 3-fosfogliceratul (3PG) primește două grupe acil de la acetil-CoA, formând un acid fosfatidic. Acesta reacționează cu citidin-trifosfatul formând citidin-difosfat-diacilglicerol. Grupa hidroxil din molecula sa reacționează cu o moleculă de serină formând fosfatidilserină, care se decarboxilează la etanolamină și fosfatidiletanolamină. Enzima PEMT transferă trei grupe metilice de la trei molecule de S-adenozilmetionină (SAM) la etanolamină, formând colina sub formă de fosfatidilcolină. S-adenozilhomocisteina este un produs secundar.
De asemenea, colina se poate obține în urma fragmentării unor molecule mai mari. De exemplu, fosfatidilcolina suferă procese de hidroliză în majoritatea tipurilor de celule. O altă cale este calea CDP-colină, în care colin-kinaza citosolică fosforilează colina în prezență de adenozintrifosfat (ATP) la fosfocolină. Acest proces se desfășoare în unele tipuri de celule, precum cele hepatice și renale. Colin-fosfat-citidiltransferaza (CPCT) convertește fosfocolina la CDP-colină cu citidin-trifosfat (CTP). CDP-colina și o moleculă de digliceridă sunt transformate la fosfatidilcolină sub acțiunea diacilglicerol-colifosfatotransferazei (CPT).